# Chamaelycus christyi
Chamaelycus christyi är en ormart som beskrevs av Boulenger 1919. Chamaelycus christyi ingår i släktet Chamaelycus och familjen snokar. Inga underarter finns listade i Catalogue of Life.
Arten förekommer i Kongo-Brazzaville och Kongo-Kinshasa. Honor lägger ägg.